# Kunz von Kauffungen (Journalist)
Kunz von Kauffungen (geboren 6. April 1904 in Mühlhausen; gestorben 28. März 1989 in Gundelfingen) war ein deutscher Journalist.

## Leben
Er stammt aus der ursprünglich mittelmärkischen Uradelsfamilie von Brunn mit Ersterwähnung im Jahre 1237. Die Namens- und Wappenvereinigung mit von Kauffungen als Hauptnamen vollzog sich 1853 durch seinen Großvater Oskar von Brunn gen. von Kauffungen (* 1839) und steht im Bezug mit dessen Mutter, Kathinka von Kauffungen (* 1817), verheiratet mit Wilhelm von Brunn (* 1800), kgl. preußischer Tribunalrat.
Kunz von Kauffungen war ein Sohn des Archivars Kunz von Brunn genannt von Kauffungen (* 1875) und dessen erster Ehefrau Meta-Dora Schultz (* 1879). Die Ehe der Eltern wurde 1912 geschieden. Der Vater war auch Genealoge und u. a. 1. Vorsitzender der Ortsgruppe Berlin-Potsdam des Vereins Roland und lebte mit seiner zweiten Frau Sophie-Eugenie Helfreich in Potsdam. Aus dieser Beziehung hatte Kunz zwei Halbgeschwister. 1923 verheiratete sich der Vater erneut mit seiner ersten Ehefrau.
Kunz von Kauffungen war dreimal verheiratet, aus der ersten Ehe mit Elfriede Dittmar hatte er drei Kinder. Er lebte zeitweise in der Schweiz.
Von Kauffungen machte 1923 das Abitur an der Odenwaldschule und studierte Germanistik und Literaturgeschichte an der Universität Heidelberg. Er machte ein Zeitungsvolontariat in Dresden und München und wurde 1926 Redakteur bei der Münchner Zeitung und den Münchner Neuesten Nachrichten. Er wurde 1925 Mitglied der SPD und des Reichsbanners. Nach der Machtergreifung der Nationalsozialisten floh er 1934 in die Schweiz. Vor Kriegsausbruch arbeitete er als Korrespondent in Österreich und in den Niederlanden. In NS-Deutschland wurde er 1942 ausgebürgert; er erhielt die französische Staatsbürgerschaft. Von Kauffungen war 1943 Mitgründer der Union der deutschen Sozialisten in der Schweiz und schloss sich der Exilorganisation Freies Deutschland an.
Nach Kriegsende wurde er 1946 Chefredakteur des Schwarzwälder Boten in Baden-Baden in der Französischen Besatzungszone. Er von 1946 bis 1952 Mitglied im Bundesvorstand des Deutschen Journalistenverbandes. 1948 wurde von Kauffungen Chefredakteur der Rheinpfalz in Ludwigshafen und 1953 bis 1955 der Saarbrücker Zeitung im Saarland. Danach ging er wieder in die Schweiz nach Köniz und arbeitete als Korrespondent deutscher und französischer Presseagenturen.

## Schriften (Auswahl)
- Es wollte Frühling werden. Roman. 1925
- Ohne Maulkorb : Erlebnisse eines Nonkonformisten. Scherz, Bern 1964.